# Dinodocus
Dinodocus („strašlivý trám“) je pochybný rod sauropodního dinosaura, který žil v období spodní křídy (věk apt, asi před 125 až 122 miliony let) na území dnešní Velké Británie (hrabství Kent). Pravděpodobně se jedná o zástupce kladu Macronaria.

## Historie a popis
Holotyp (NHMUK 14695) byl objeven v sedimentech geologického souvrství Lower Greensand v roce 1840 H. B. Mackesonem. V roce 1841 o fosiliích poprvé pojednal britský přírodovědec Richard Owen, považoval je však mylně za pozůstatky pliosaurida (dravého mořského plaza) rodu Polyptychodon. V roce 1850 fosilii přiřadil k rodu Pelorosaurus jeho krajan Gideon Algernon Mantell, o dalších 34 let později však Owen stanovil pro fosilie nové rodové jméno Dinodocus. Roku 1908 další britský paleontolog Arthur Smith Woodward přiřadil materiál opět k rodu Pelorosaurus.
Až roku 2004 se však definitivně ukázalo, že jde pravděpodobně o samostatný rod pozdně jurského sauropodního dinosaura, ačkoliv se stále jedná o nomen dubium (pochybné vědecké jméno).